# 외스테르말름스토리역
외스테르말름스토리(스웨덴어: Östermalmstorg) 역은 스톡홀름 지하철 뢰다 선의 역으로, T-센트랄렌 역에서 북쪽으로 바로 다음 역이다. 이 역에서 T13, T14호선이 분기한다. 1965년 5월 16일 뢰다 선 완공 이후에 개업하였다. 외스테르말름스토리 광장 및 스투레플란 광장 쪽으로 주 출입구가 개설되어 있으며, 이 외에도 엘리베이터 및 보조 출입구가 설치되어 있다.
역 내의 미술 작품은 여러 미술가가 작업하였으며, 주 작품은 시리 데르케트(Siri Derkert)의 "Kvinnosaken, freds- och miljörörelsen"(여성의 권리, 세계 평화, 녹색 운동)이다. 역 깊이는 지하 38m이며, 이는 스톡홀름 지하철에서 가장 깊은 역이다. 다음으로 깊은 역은 T-센트랄렌 역으로 지하 34.67m이다.